# JFace
JFace est une bibliothèque graphique libre Java pour le projet Eclipse qui s'appuie sur la bibliothèque SWT pour fournir des interfaces utilitaires plus structurées. 
C'est une boîte à outils dans laquelle on retrouve notamment :
- des vues fournissant les abstractions des widgets SWT (listes, tables, arborescences, etc.) ;
- la définition de comportements au travers des actions ;
- le support de ressources (images, polices de caractères, couleurs) ;
- des outils pour créer des assistants pour gérer les préférences.

Remarque : JFace ne cache pas complètement SWT dans le sens où l'on peut toujours avoir recours aux widgets SWT au besoin.